# Jim Gottfridsson
Jim Gottfridsson, né le 2 septembre 1992 à Ystad, est un handballeur suédois. Il évolue au poste de demi-centre au SG Flensburg-Handewitt depuis 2013 et en équipe nationale de Suède depuis 2012.

## Palmarès

### En clubs
Compétitions internationales
- C1 : Ligue des champions
  - Vainqueur (1) : 2014
- C3 : Ligue européenne
  - Vainqueur (1) : 2024

Compétitions nationales
- Championnat d'Allemagne
  - Vainqueur (2) : 2018 et 2019
  - Vice-champion (4) : 2016, 2017, 2020, 2021
- Coupe d'Allemagne
  - Vainqueur (1) : 2015
  - Finaliste (3) : 2014, 2016, 2017
- Supercoupe d'Allemagne
  - Vainqueur (2) : 2013, 2019
  - Finaliste (3) :  2015, 2018, 2020

### En équipe nationale
Ses résultats et médailles en équipe nationale sont :
Jeux olympiques
- 11e place aux Jeux olympiques de 2016
- 5e place aux Jeux olympiques de 2020
- ?e aux Jeux olympiques de 2024

Championnats du monde
- 6e place au championnat du monde 2017
- 5e place au championnat du monde 2019
- Médaille d'argent au Championnat du monde 2021
- 4e place au championnat du monde 2023

Championnats d'Europe
- Médaille d'argent au Championnat d'Europe 2018
- 7e place au Championnat d'Europe 2020
- Médaille d'or au Championnat d'Europe 2022
- Médaille de Bronze au Championnat d'Europe 2024

### Distinctions individuelles
- élu meilleur joueur du Championnat d'Europe (2) : 2018 et 2022
- élu meilleur demi-centre du Championnat du monde 2021
- élu meilleur handballeur de l'année en Suède (2) : 2017-2018 et 2021-2022
- élu meilleur joueur du championnat d'Allemagne (1) : 2020-2021